# Denis Alic
Denis Alic, tidigare känd under pseudonymen D-Nice, född 10 december 1990 i Bosnien i Jugoslavien, är en svensk rappare, låtskrivare och sångare. Alic är uppväxt i Malmö. Tillsammans med sin äldre bror Demko har han gjort musik sedan 2003 som i det närmsta nått kultstatus i Malmö. De båda var även medlemmar i gruppen I.G (Inga Gränser) tillsammans med Andreas Pinter från Ungern.
Alic har på senare år under sitt riktiga namn samarbetat med artister som Allyawan, Frej Larsson, Ken Ring, Abidaz och Emilush. Han har även öppnat för Hopsin när han turnerade i Skandinavien.
Alic har även varit framgångsrik inom battlerap. Hans största hits inkluderar "2 timmar senare" och "Barnförbjuden" från 2008 med Demko, "Veva, slå ner han" (med Pinter och Demko, 2010), "Tungt för er" (2012), Hörs sen (med Jos F, 2016) och "Du är den" (med Kexi, 2019).
På senare tid[när?] har Alic börjat släppa musik där han sjunger på sitt hemspråk bosniska.

## Diskografi

### Album
- 2006 – 6 timmar senare
- 2016 – Malmö Har Samlats[7]